# Juan de Villalba Angulo Ponce de León

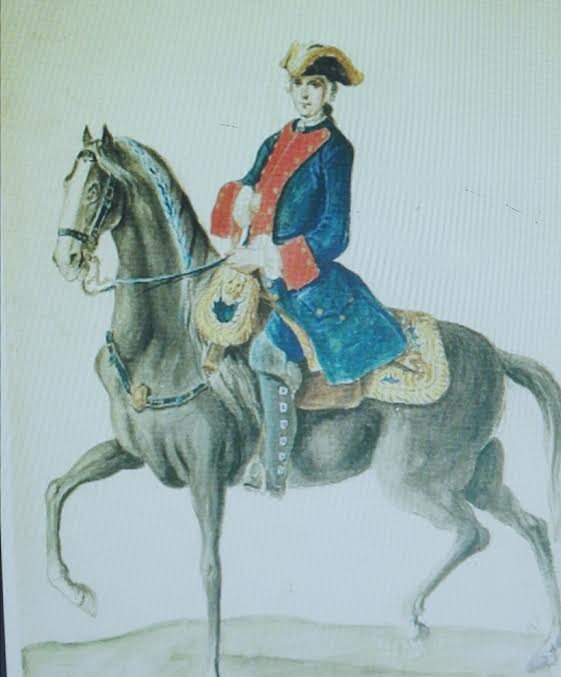
Oficial del Regimiento de Dragones de México, 1764-1795.

Juan de Villalba Angulo Ponce de León y Velázquez Gaztelu (Orán, Imperio español, 10 de enero de 1691 - Puerto de Santa María, 29 de diciembre de 1769) fue un militar español. Estuvo en los regimientos de Estepa, Mallorca, Galicia y Navarra. Fue gobernador de Alhucemas (1730-1732) y Melilla (1732). Participó en la conquista de Orán en 1732. Fue gobernador de Cádiz (1748-1755), comandante general de Extremadura, comandante general de Andalucía y capitán general de Andalucía.
En 1756 Fernando VI le nombró caballero de la Orden de Santiago.
Entre 1764 y 1767 creó un cuerpo militar en Nueva España.

## Tradición militar de la familia
- Su quinto abuelo, Cristóbal Villalba, fue “capitán de peones” de la infantería del Gran Capitán, junto al que combatió en las guerras de Italia. En 1506, siendo coronel, Cristóbal obtenía de Fernando II de Aragón su escudo de armas por su participación en la toma de Andarax (Almería)[2] y su comportamiento en la toma de la Isla de Corfú (Grecia) en 1500, en las Guerras del reino de Nápoles (1501-1504) y otros hechos de armas.
- El hijo de este, Juan de Villalba, maestre de campo, fue uno de los coroneles nombrados por el cardenal Cisneros para la conquista de Orán en 1509. En 1517 fue nombrado gobernador de Orán.[2]

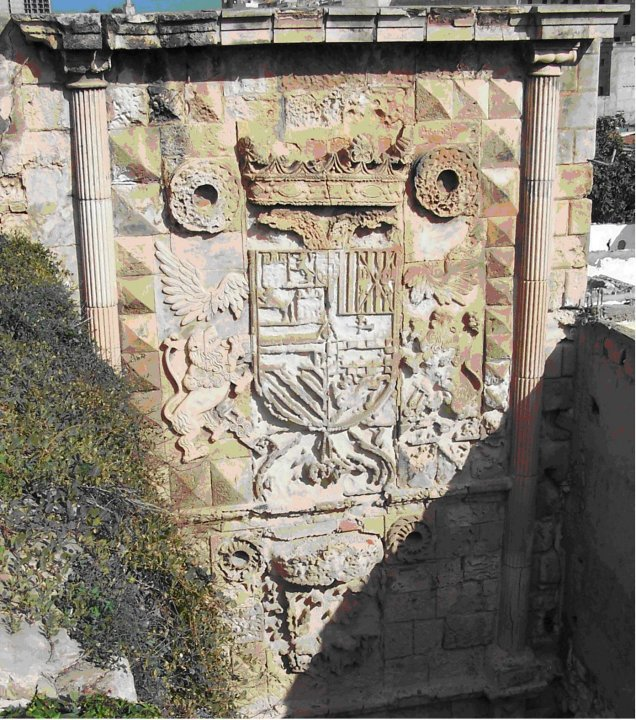
Puerta de España. Orán

- El hijo de este, Antonio de Villalba, fue capitán de la compañía extraordinaria de infantería española de Orán. Se casó con la oranesa Catalina Ponce de León.[2]
- El hijo de este, su abuelo, Gaspar de Villalba y Ponce de León, fue bautizado en Orán el 30 de enero de 1611. En 1643 sucedió en el mando de dicha compañía a su padre. Posteriormente, fue capitán de una compañía de caballería de lanzas y adargas. Gaspar se casó en Orán con Ana Antonia Ponce de León y Negrete, bautizada en dicha plaza el 13 de agosto de 1603.[3]
- El hijo de este, y padre de Juan de Villalba y Angulo, Baltasar de Villalba Ponce de León, fue bautizado en Orán el 6 de enero de 1642. Se casó con Juana de Angulo y Velázquez, bautizada en Orán el 13 de agosto de 1662.[1][4] En 1703 era capitán de caballería y derrotó a los enemigos en los Alarbes. En 1708 fue nombrado ￼￼gobernador interino de Orán. Después de cuatro años de duro asedio, en plena Guerra de Sucesión (1701-1713), se vio obligado a capitular la plaza y entregarla a los turcos el 20 de enero, replegándose con sus las tropas al asentamiento cercano de la fortaleza de Mazalquivir. Quedó al mando de esta plaza, como gobernador, hasta su capitulación el 5 de abril. Después de muchos años y estando en cautiverio, en 1727 el monarca le concedió el rango de brigadier.[5]

Juan de Villalba tuvo, a su vez, como hermanos a destacados militares:
- Gaspar de Villalba y Angulo, teniente coronel del Regimiento Fijo de Orán;
- José de Villalba y Angulo, capitán del Regimiento de Dragones de Lusitania.
- Alonso de Villalba y Angulo, mariscal de campo.
- Antonio de Villalba y Angulo, gobernador militar de Melilla (1732-1757)

Juan de Villalba también fue cuñado de Joaquín Mendoza Pacheco y Correa, caballero de la Orden de Santiago, brigadier de los Reales Ejércitos y capitán general de Mallorca (1780).

## Biografía y ascenso en el escalafón militar
Juan de Villalba nació en la plaza española de Orán el 10 de enero de 1691. El 1 de enero de 1705 se hizo cadete del Regimiento de Infantería de Estepa. Fue nombrado teniente del regimiento el 13 de noviembre. El 12 de diciembre de 1708 pasó a ser capitán del Regimiento de Mallorca. El 28 de febrero de 1720 pasó a ser capitán de los granaderos de este regimiento. El 23 de septiembre de 1727 fue nombrado teniente coronel del Regimiento de Galicia. Posteriormente, fue sargento mayor de Melilla. El 8 de diciembre de 1730 fue nombrado gobernador de Alhucemas. El 2 de abril de 1732 fue nombrado gobernador de Melilla.
Felipe V decidió recuperar las plazas de Oran y Mazalquivir. Para ello reunió un nutrido ejército al mando del conde de Montemar que, tras dos años largos de preparativos, zarpó del puerto de Alicante rumbo a Orán el 15 de junio de 1732. La flota estaba formada por 527 barcos, de los cuales 214 transportaban infantería. El comandante de la escuadra fue el teniente general de la Armada, Francisco Javier Cornejo, en el navío San Felipe, figurando como segundo comandante, en el navío Santiago, Blas de Lezo. El desembarco se produjo el 29 de junio de 1732 a siete kilómetros de Orán. Aquel día hubo un enfrentamiento con las tropas otomanas en los alrededores de la ciudad, pero los enemigos se retiraron y las tropas españolas salieron victoriosas con pocas bajas. En las tropas para la conquista estuvo Juan de Villalba Angulo. El día 1 de julio el otomano Bey Hassan y sus tropas se rindieron y abandonaron la ciudad. Posteriormente, los españoles conquistaron Mazalquivir. El conde de Montemar dejó una guarnición y se retiró con la mayor parte de sus tropas el 1 de agosto de 1732. Posteriormente, Bey Hassan se alió con el Dey de Argel y atacó a los españoles de Orán y Mazalquivir. Los españoles le derrotaron en febrero de 1733 con la ayuda de una flota comandada por Lezo.

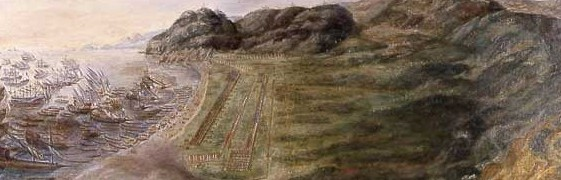
Conquista de Orán en 1732

Se casó en Ceuta en febrero de 1733 con la ceutí Ana de Mendoza y Correa, hija de Antonio de Mendoza Adalid, natural de Madrid, capitán de caballería y comisario general de Caballería de Ceuta, y de Juliana Correa, natural de Ceuta, hija también de militares y descendiente directa de los primeros conquistadores de esa plaza.
En marzo de 1735 los representantes de las cábilas y aduares del reino de Beniamer fueron a solicitar la protección de España para, según decían, "poder librarse del insoportable yugo de las crecidas contribuciones que tenían impuestas por el rey de Argel". Fueron recibidos a las afueras de Orán por Juan de Villalba, coronel del Regimiento Fijo de Orán, que llevaba consigo las capitulaciones dadas por el capitán general José de Vallejo. Firmaron este tratado de paz para cuatro meses, en los cuales, si ambas partes resultaban satisfechas, quedaría ratificado a perpetuidad.
Cuando los otomanos se enteraron de la firma del tratado, fueron el 14 de abril de 1735 a robar ganado a los musulmanes de las llanuras de Orán. Estos pidieron auxilio al gobernador que, tras el tratado, había recibido instrucciones reales para socorrerles con gente, armas y municiones. El gobernador mandó a las afueras a Juan de Villalba con 2 000 hombres, en varias columnas, y con cuatro cañones. Viendo los turcos que estas tropas se habían alejado de la plaza, fuera del alcance de sus cañones, arremetieron contra ellas con toda su caballería, siendo rechazados con una carga cerrada que dieron los cuatro cañones que marchaban en el centro de las columnas, matando e hiriendo a gran cantidad de ellos, tras lo cual, se retiraron.
El 2 de abril de 1741 fue nombrado brigadier de infantería y coronel del Regimiento de Navarra. El 3 de abril de 1743 fue nombrado mariscal de campo. El 12 de abril de 1747 fue nombrado teniente general del ejército en Castilla.
El 12 de marzo de 1748 fue nombrado gobernador político y militar de Cádiz. El 14 de abril de 1748 fue nombrado también corregidor de esta ciudad.
En 1755 fue nombrado gobernador de Lérida, aunque no llegó a ocupar el cargo.￼
El 1 de octubre de 1755 fue nombrado comandante general del ejército en Extremadura.
En 1756 el rey Fernando VI le nombró caballero de la Orden de Santiago.￼
El 23 de diciembre de 1756 fue nombrado comandante general interino del ejército y la costa del océano de Andalucía. El 31 de enero de 1760 se le concedió la titularidad de esta comandancia.
El 20 de febrero de 1764 fue nombrado gentilhombre de cámara del rey. Tuvo que ausentarse, entre octubre de 1764 y marzo de 1767, para obedecer una Real Orden de Carlos III que le enviaba a Nueva España para organizar allí un cuerpo de tropas regulares.
El 1 de junio de 1767 fue nombrado capitán general del ejército y de las costas de Andalucía, en atención al mérito y acierto con el que había desempeñado la comandancia general de Andalucía y por su labor en América.

### Reformador del Ejército Español en América

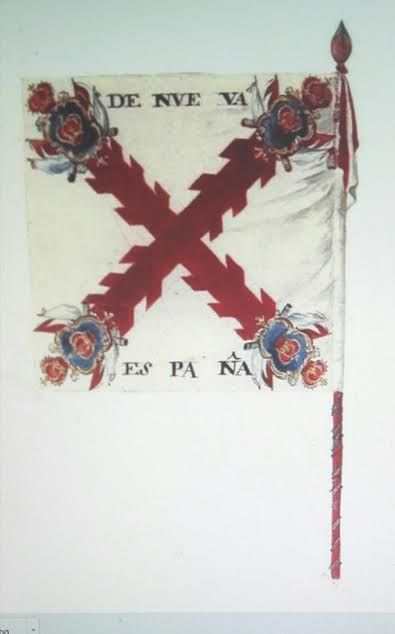
Bandera Coronela del Regimiento de la Corona de Nueva España, 1769. Archivo General de Indias. Mapas y Planos. Uniforme 145 (Anexo)

En la segunda mitad del siglo XVIII tuvo lugar la toma británica de La Habana en 1762, que fue recuperada por España en 1763, y la toma británica de Manila entre 1762 y 1764. Además, Francia había perdido una gran cantidad de territorios en este continente. Para asegurar la defensa de la Nueva España, se decidió la creación de un cuerpo militar en el virreinato formado por veteranos y milicianos.
Juan de Villalba zarpó con la Comisión Real del Puerto de Cádiz y llegó a Veracruz el 1 de noviembre de 1764, trasladándose luego a Ciudad de México. Iba con el cargo de comandante general e inspector general de todas las tropas veteranas y de milicia de infantería y caballería. Con él iban 4 mariscales de campo, 6 coroneles, 5 tenientes coroneles, 10 sargentos mayores, 109 tenientes, 7 ayudantes, 16 cadetes, 228 sargentos, 401 cabos, 151 soldados (incluyendo músicos y tambores) y el regimiento de infantería de América, como instructores militares para convertir a la milicia en un verdadero ejército y asumir su mando. La flota, al mando del capitán de navío Juan Manuel Pérez de Alderete, marqués de Casinas, la formaron los navíos Dragón (capitana), Astuto y Glorioso (2.º de este nombre, de 74 cañones), las fragatas Juno y Soledad, las saetías San José y San Juan Bautista y otros 2 mercantes.
Esto provocó los recelos del virrey, el marqués de Cruillas, que consideraba que se ignoraban sus competencias en materia militar.

### Descendencia
En febrero de 1733 se casó con la ceutí Ana de Mendoza y Correa, con la cual tuvo la siguiente descendencia:
- Baltasar de Villalba y Mendoza, nacido en Orán en diciembre de 1737. En 1756 fue nombrado alférez del Regimiento de Caballería de Alcántara y caballero de la Orden de Santiago.[1] En 1776 fue nombrado corregidor de Chancay, en el Virreinato de Perú.[2]
- Manuela de Villalba y Mendoza, que le emparentaría con la nobleza, al casar esta con Juan Tamariz y Montoya, III marqués del Valle de la Reina.[10]